# Coelius

Kaart van Rome met de aanduiding van de heuvels.

De Coelius of Caelius (Italiaans: Celio) is een van de zeven heuvels van Rome.
Het is ook de naam van een Romeinse gens:
- Decius Caelius Calvinus Balbinus, Romeins keizer in 238
- Gaius Coelius Caldus, volkstribuun
- Lucius Caelius Antipater, geschiedschrijver
- Marcus Caelius Rufus, politicus, redenaar, vriend van Cicero en Catullus

Aventijn · Capitolijn · Coelius · Esquilijn · Palatijn · Quirinaal · Viminaal